# Сингапур на летних Олимпийских играх 2004
Сингапур принимал участие в Летних Олимпийских играх 2004 года в Афинах (Греция) в тринадцатый раз за свою историю, но не завоевал ни одной медали. Сборную страны представляли 10 женщин.